# Onthophagus martelli
Onthophagus martelli là một loài bọ cánh cứng trong họ Bọ hung (Scarabaeidae).